# Salzachtal (Raumeinheit)

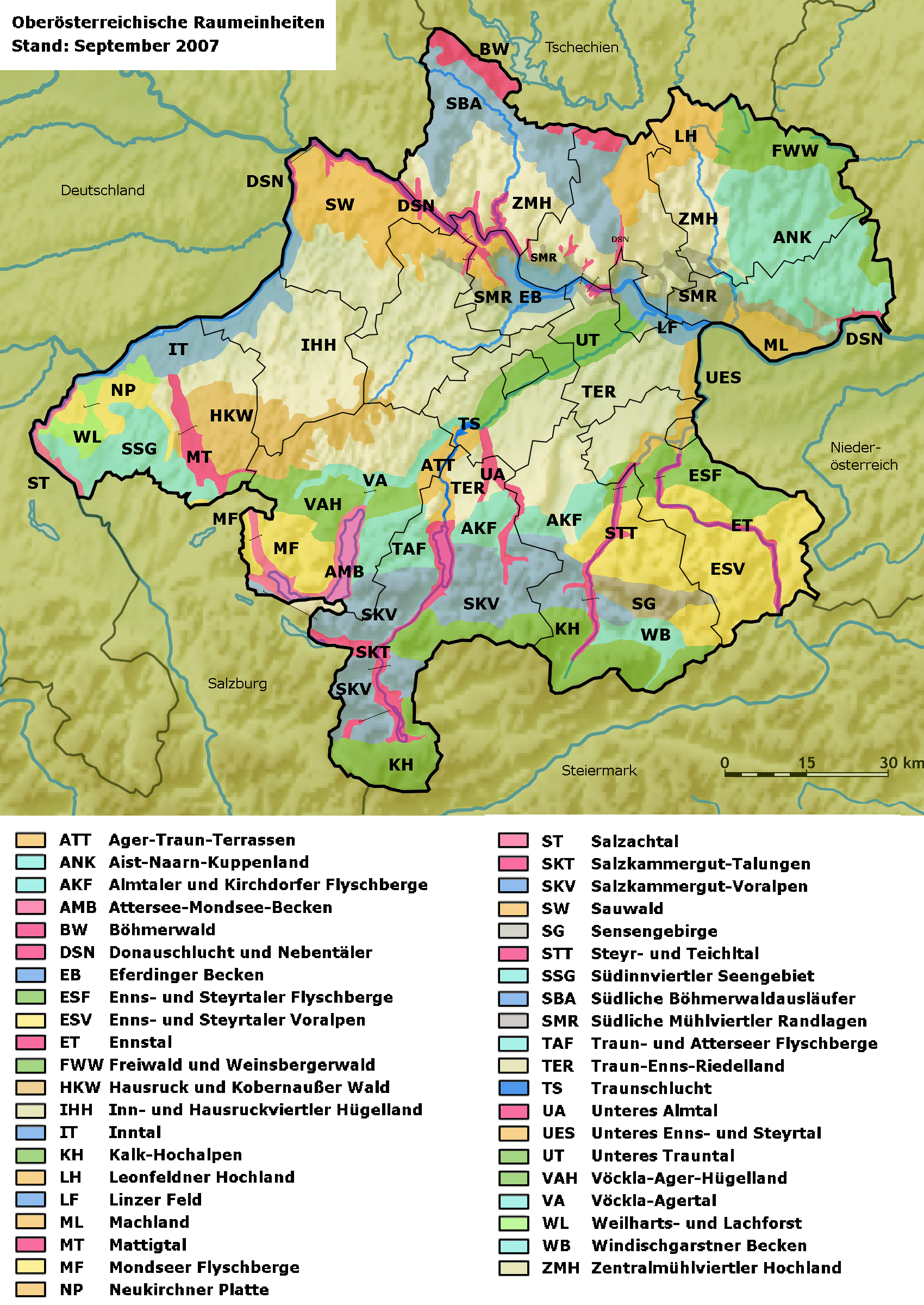
Alle OÖ Raumeinheiten

Das Salzachtal  ist die Zweitkleinste der 41 Oberösterreichischen Raumeinheiten und erstreckt sich entlang der Salzach und der Grenze zu Bayern.

## Lage
Die Raumeinheit liegt zu Gänze im Bezirk Braunau am Inn.
Die Fläche des Salzachtals beträgt 25,44 km² und erstreckt sich über rund 30 km von Nord nach Süd. Die Breite beträgt maximal 3 km, meist ist die Raumeinheit wesentlich schmäler (bis zu 200 m). Der tiefste Bereich liegt bei rund 350 m ü. A. in etwa 1 km südlich von Überackern. Der höchste Bereich des Gebiets liegt bei der Landesgrenze zu Salzburg mit rund 460 m ü. A.
Folgenden Gemeindegebiete liegen überwiegend oder gänzlich im Salzachtal (alphabetisch geordnet): Hochburg-Ach, Ostermiething, St. Pantaleon und St. Radegund.
Die Raumeinheit ist von folgenden OÖ Raumeinheiten umgeben (Von Süd nach Nord):
Südinnviertler Seengebiet, Weilharts- und Lachforst, Neukirchner Platte und Inntal.
Das Salzachtal ist in vier Untereinheiten gegliedert:
- Salzachfluss samt Auwaldbereich
- Ettenau
- Salzachleiten
- Offene Kulturlandschaft mit Siedlungsgebiet

## Charakteristik
- Langgestreckte Tallandschaft der Unteren Salzach, wo der Fluss zwar reguliert ist, aber frei fließen kann.
- Der Aubereich weist einen bis zum 500 Meter breiten, fast durchgehenden Waldstreifen auf. Teils naturnahe Wälder (Silberweiden-, Grauerlen-, Eschenwälder und Hybridpappel). Durch die Regulierung sind im Augebiet zahlreiche nährstoffreiche Altarmgräben vorhanden.
- Bedeutendes Vogelgebiet mit Populationen von Wachtelkönig, Uhu und Eisvogel. Biber sind ebenfalls anzutreffen.
- Hochwasserschutzdamm trennt den Auwald von der waldarmen Kulturlandschaft der Salzachau. Außerhalb des Dammes existiert ein Ackerbau und Wiesen Mischgebiet. Die Wiesen sind artenreiche Feuchtwiesen, insbesondere bei Ettenau und Schwaigau.
- In der Untereinheit Ettenau existiert noch die traditionelle Kulturlandschaft (Obstbaumwiesen, Kleinwälder und Hecken). Auf der Niederterrasse ist Ackerbau vorherrschend.
- Südlich von Ostermiething wird das Gebiet vorwiegend industriell genutzt, nördlich von Ostermiething ist die Hangbewaldung großflächig und durchgehend.
- Die Untereinheit Salzachleiten markiert den Ostrand der Raumeinheit und ist weitgehend naturnah (Eschen-, Bergahorn- und Buchenwälder) bewaldet. Daneben gibt es auch große Fichtenwälder. Es existieren tief eingeschnittene Schluchten, Konglomerat- und Flinz-Hänge. Viele Quellen zeichnen diesen Bereich aus.
- Die Austufe und Niederterrasse sind nur dünn besiedelt.